# Berey József
Berey József  (Szatmár, 1859. április 2. – Újpest, 1940. május 7.) magyar református lelkész, esperes, történetíró.

## Életrajza
Iskolai tanulmányait Szatmáron, a teológiát Debrecenben végezte. 1877-ben negyedéves teológia-hallgató korában nyert meghívást a Nagykároly-i segédlelkészi és vallástanári állásra, ahol 1881-től 1884-ig működött, majd 1884-től 1888-ig Szaniszlón lelkészkedett.
1888-ban került Nagyecsedre lelkésznek.
Nagyecsedi tartózkodása idején irodalmi tanulmányai jelentek meg Kölcsey Ferencről, s a településen és környékén végzett jelentős helytörténeti kutatásokat.
Feldolgozta Nagyecsed történetét, néprajzát, s az Ecsedi-lápra vonatkozó részt is ő írta meg Szatmár vármegye monográfiájában. Ma a helytörténeti gyűjtemény viseli az ő nevét.
Későbbi élete folyamán előbb tanácsbíró, majd számvevőszéki elnök, főjegyző, majd 1907-ben esperes lett.
1884-től a helyi lapokban közölte köteteket megtöltő – történelmi alapokra épült – elbeszéléseit a régi vármegyéről, melyekhez Szatmár vármegye levéltáraiból – évtizedekig tartó búvárkodásai eredményeként – merítette az anyagot.
Mint egyháztörténeti író, a "Protestáns Szemle" hasábjain jelentek meg írásai.

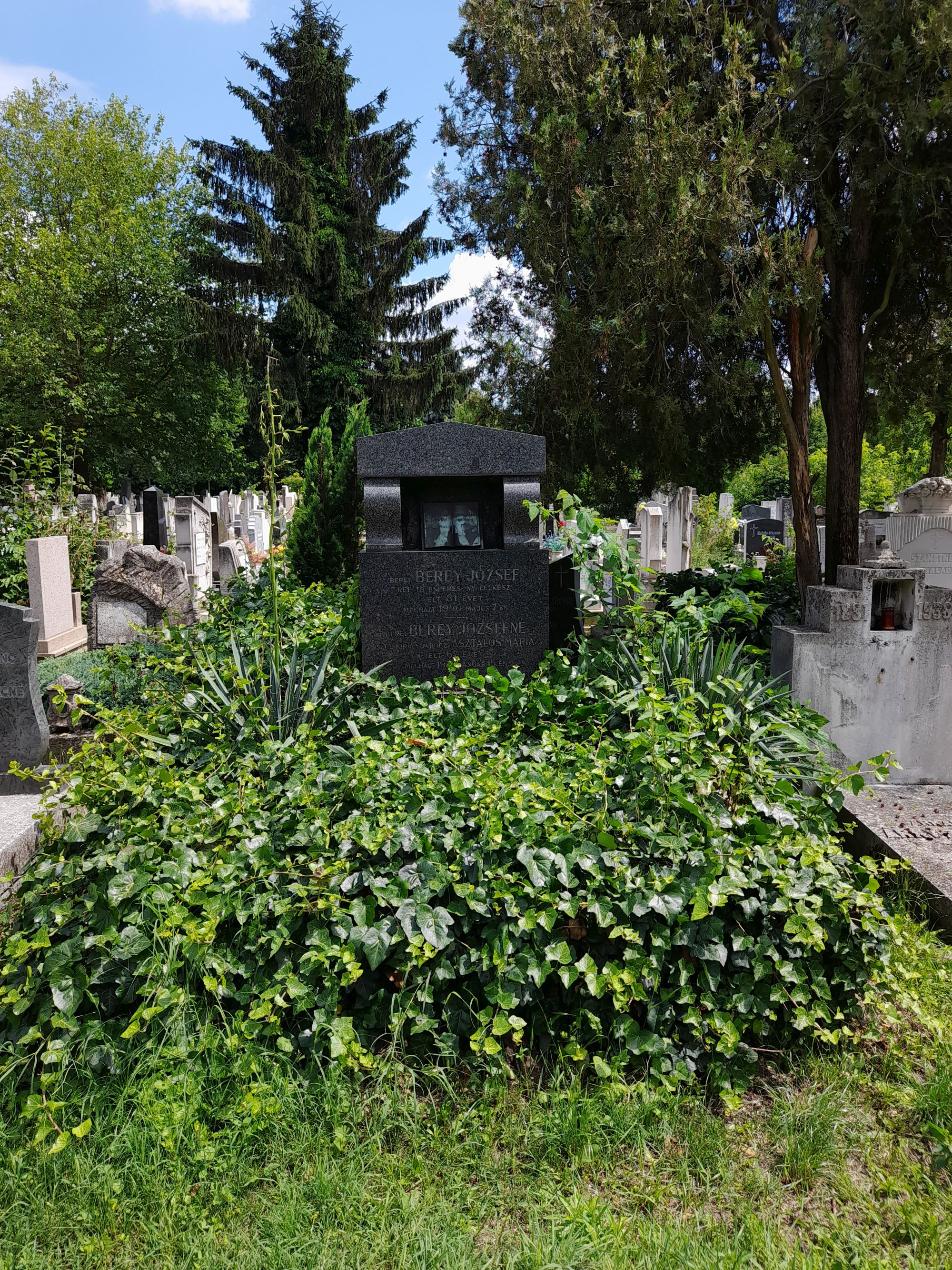
Sírja a Megyeri temetőben (9. parcella)

## Művei
- "A reformátusok üldöztetése Szatmár megyében 1660-1680-ig". (1897. évf.),
- "A giródtótfalusi református egyház pusztulása".
- Nagyecsed nagyközség története 1896‐ig.
- Mátészalka (1937.)
- Nagyecsed története és néprajza. (Debrecen,1988)